# George Weidenfeld
Arthur George Weidenfeld (Viena, 13 de setembre de 1919 - 20 de gener de 2016) va ser un columnista d'origen jueu nacionalitzat britànic, filantrop i crític. Va ser, al costat de Sir Ronnie Grierson el fundador de l'aliança universitària Europaeum. Va estudiar en la Universitat de Viena, Londres i en altres nombroses institucions importants d'Europa. Home de gran carisma, destaca pel seu afany per impulsar l'establiment d'un ensenyament comú a totes les nacions europees en qualsevol àmbit de la ciència.

## Autobiografia
- George Weidenfeld. Remembering My Good Friends: An Autobiography.  HarperCollins, 1994. ISBN 9780060172862.